# Yao Lingwei
Yao Lingwei (chinesisch 姚凌薇; * 5. Dezember 1995 in Xuzhou, Jiangsu) ist eine chinesische Fußballspielerin.

## Karriere

### Vereine
Von Jiangsu Yinhao kommend wechselte sie im April 2022 zum Wuhan Jianghan University FC.

### Nationalmannschaft
Mit der chinesischen U20 nahm sie an der Weltmeisterschaft 2014 teil.
Nachdem sie bereits im Jahr 2017 ein paar Mal im Kader der A-Nationalmannschaft war, kam sie am 7. November 2019 zu ihrem ersten bekannten Einsatz. Bei einem 2:0-Freundschaftsspielsieg über Neuseeland stand sie in der Startelf und wurde in der 69. Minute für Zhang Rui ausgewechselt. Danach war sie auch bei den finalen Spielen der Qualifikation für das Turnier der Olympischen Spiele 2020 dabei, kam jedoch nicht im Finale zum Einsatz.
Ihre ersten Turnier-Einsätze hatte sie Anfang 2022 bei der Asienmeisterschaft 2022, wo sie am Ende auch mit ihrem Team den Titel gewann. Später war im Sommer bei der Ostasienmeisterschaft 2022 dabei und landete dort mit ihren Mitspielerinnen auf dem zweiten Platz.
Am 5. Juli 2023 wurde sie für den finalen Kader bei der Weltmeisterschaft 2023 nominiert. Beim zweiten Gruppenspiel gegen Haiti hatte sie ihr Turnier-Debüt.